# Маха Чакри (бронепалубен крайцер, 1892)
Маха Чакри (на тайски: มหาจักรี; на английски: Maha Chakri) е бронепалубен крайцер. Построен във Великобритания за ВМС на Сиам (от 1939 г. Тайланд). По своите характеристики към момента на влизането му експлоатация съответства на крайцерите от 2-ри ранг в Кралските ВМС на Великобритания, но бързо остарява.

## История на службата
През цялата си служба, до нейния край през 1916 г., крайцерът се използва като като кралска яхта. През 1897 г. извършва плаване с краля на Тайланд в страните на Западна Европа. Посетител на кораба е и кралица Виктория.
Изваден е от състава на флота и изпратен за разкомплектоване в Япония. Парните машини и част от оборудването са демонтирани и поставени на новата кралска яхта със същото име, построена от корабостроителницата на „Кавасаки“ през 1918 г.